# تپه قلئور خانه
تپه قلئور خانه یا تپه قلنور خانه مربوط به هزاره دوم پیش از میلاد تا است و در شهرستان مشهد، بخش رضویه، دهستان میامی، ۴ کیلومتری شمال روستای متروک خان نایب واقع شده و این اثر در تاریخ ۱۹ مرداد ۱۳۸۴ با شمارهٔ ثبت ۱۲۹۴۶ به‌عنوان یکی از آثار ملی ایران به ثبت رسیده است.